# Ficarazzi (Aci Castello)
Ficarazzi è una frazione di Aci Castello, nella Città metropolitana di Catania.
Estrema propaggine meridionale dell'antica Terra di Aci, fino alla metà del XX secolo era un piccolo centro agricolo, che viveva la propria dimensione e peculiarità, quasi equidistante, e non solo geograficamente, fra la nobile e antica Acireale e la moderna e vivace Catania.

## Geografia fisica

### Territorio
Situata in collina a circa 200 metri sul livello del mare, dista circa tre chilometri da Aci Castello e otto da Acireale. Ficarazzi si affaccia sul mar Ionio, e gode in particolare della vista del Castello di Aci; la visuale a sud si spinge sino ad Augusta. Questa sua privilegiata posizione gli è valso l'appellativo di Balcone sul Mare di Aci o di Balcone sullo Ionio.
Nella parte alta della principale via Tripoli si innalza Monte Ferro (602 m circa), che si allunga formando la valle dove si trova Valverde.
Nel territorio si trovano resti delle vulcaniti dovute alle eruzioni sottomarine avvenute nell'ampio golfo pre-etneo e rappresentate da affioramenti di lave a cuscini (pillows), brecce ialoclastiche (vetro rotto) ed intrusioni magmatiche a debole profondità. Nella zona si trovano parecchie grotte dovuti a crolli interni sismici della montagna, tra cui la più famosa è la grotta delle Fate insieme al suo sentiero in 'via Fosso d'Acqua.
Confina a nord con San Nicolò, a nord-ovest con Valverde (contrade Fontana e Casalrosato, dove apparve la Madonna di Valverde nell'XI secolo), a sud-ovest con San Gregorio, a sud-est con Cannizzaro e ad est con Aci Castello.

## Storia
La storia di Ficarazzi è legata a quella di Aci Castello e delle altre Aci.

Nel 1606 fu trasformato in feudo, in seguito venduto per pagare un "donativo" al Re. Tra i baroni del feudo Ficarazzi di Aci è da ricordare il Duca di Furnari, alla quale è stata intitolata una scalinata e l'omonima via, che collega le due piazze più importanti della frazione castellese: Piazza Giovanni XXIII e Piazza della Chiesa (chianu 'a Chiesa).
Fino al 1828 faceva parte del comune di Aci Catena.

## Monumenti e luoghi d'interesse

### Architetture religiose
- Parrocchia "S.M. Immacolata", nella quale viene venerata la Madonna della Provvidenza; appartiene alla diocesi di Acireale.
- Chiesa della Madonna del Soccorso, oggi scomparsa: nasceva nei pressi della parte bassa della via Tripoli, all'altezza di vico Billi.

### Architetture civili
- Casina dei Paternò, esempio di residenza rurale costruita nel 1640.
- Casa nobiliare Angelo di Guardo, antico nobile e compositore musicale ficarazzoto vissuto durante il XIX e XX secolo[5].

### Altro
- In un'area di notevole bellezza paesaggistica, tra l'edificio vulcanico dell'Etna e il golfo di Catania, si trova il sentiero naturalistico denominato Via Fosso d'acqua, detto anche "Sentiero delle Fate"[6].

## Eventi
- In onore della Madonna della Provvidenza, ogni anno, la prima domenica di agosto si effettua una processione nelle vie cittadine.
- Sagra dell'arancino[7], seconda settimana di settembre

## Infrastrutture e trasporti
Ficarazzi è attraversata dalle ormai ex S.P. 41 e 52, che si intersecano in via Tripoli nei pressi degli incroci con le vie Acicastello e San Gregorio. La prima attraversa il paese da nord a sud nell'asse Acireale-Catania. La seconda invece procede in direzione ovest-est collegando i comuni di San Gregorio di Catania e Aci Castello; quest'ultima è utile per raggiungere da Ficarazzi sia l'autostrada A18 che la Strada Statale 114.
Ad agosto 2016 è stata inaugurata la bretella sud, parallela alla trafficata via Tripoli e intitolata via Collina di Polifemo, a risaltare la collocazione geografica di Ficarazzi e l'intreccio con la leggenda di Aci e Galatea.
Il collegamento con Acireale e Catania è garantito dalla linea interurbana A.S.T. che effettua il servizio nei soli giorni feriali.

## Cultura

### Musica
Le colline di Ficarazzi sono le "montagne verdi" citate dalla cantante Marcella Bella nel suo omonimo singolo del 1972, nonché paese di origine della cantante 